# Velké Popovice
Obec Velké Popovice se nachází ve Středočeském kraji v okrese Praha-východ 24 km jihovýchodně od Prahy a 8 km jižně od Říčan. Žije zde přibližně 3 400 obyvatel.
V obci je známý velkopopovický pivovar.

## Historie Velkých Popovic a okolí

### Nejstarší dějiny a místní osady
První obyvatelé na tomto území byli Keltové, kteří zde žili ještě před Kristem, a toto osídlení později opustili. Hlavním důvodem, proč se zde usadili, byla naleziště zlata (ředitelka výzkumu místního oppida, dnes prostor hájovny, našla na tomto místě zlatou minci se vzpínajícím se koníčkem). Slované, kteří přišli 500 let po Kristu, jejich oppida použili a v jejich způsobu života pokračovali.
Za sokolovnou je vrch Daleška, kde jsou zde valy, které měly místní obyvatele ochránit před divokou zvěří a lapky, kteří jim chtěli vzít jejich majetek. Nachází se zde místní studánka a potůček, které byly zdrojem vody i pro dobytek a sloužily jako ochrana proti ohni.

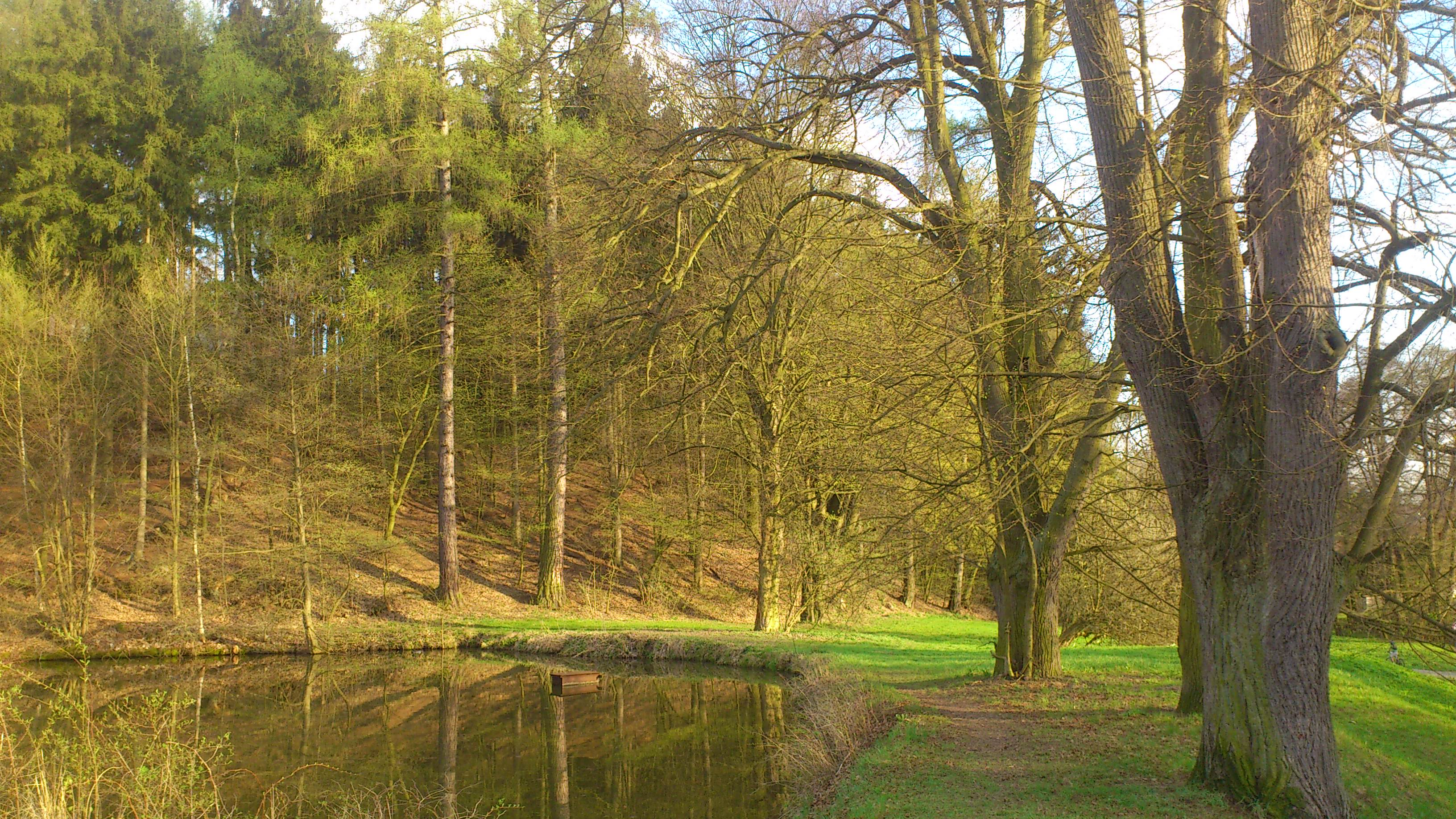
Les Daleška

Osídlení Lojovice bylo na návrší nad dnešní hájovnou ve Stádlí a vedle Velesinky (kopec u Lojovic jižně od Velkých Popovic). Pod Velesinkou je rybníček, odkud brali Keltové vodu. Kolem tohoto rybníčku vede Panská cesta z Lojovic do štiřínského zámku. Poblíž rybníčku jsou vidět mohutné valy a u cesty hrany upraveného terénu. Nad cestou na kopci jsou rozvaliny akropole. Na severní straně osídlení je vidět 30 m dlouhá terénní hrana. Nad hájovnou jsou patrné zbytky osídlení, kde je na západní výspě základ kruhovité stavby (asi pro dřevěnou věž).
Je zde rozhled do údolí k Černému mlýnu v Brtnici, kde vede potok. Tento mlýn sloužil již v době knížecí a mouka se v něm mlela až do roku 1938. Cesta, která vede z Lojovic, sloužila jako panská cesta do Štiřína, také jí říkali Pražská. Vedla kolem bílého kamene, což byl mezník pro formany, že již měli cestu do Prahy z kopce. Tudy jezdil například i Žid Lövi pro zboží do svého krámku, který byl vždy plně zásobený. Tento krámek zaniknul během druhé světové války, kdy byli majitelé krámku zabiti v koncentračním táboře. Také se na ni napojovala Mokřanská cesta, dodnes patrná.
Po roce 1000 vznikla nad oppidem obec Adamovice, kde byl vystavěn křesťanský kostelík. Dřevěné srubky se slaměnou střechou sahaly až k dnešnímu novému hřbitovu v dnešní Brtnici. Roku 1012 vznik dvůr v prostoru, který se zachoval do dnešní doby. Domky, které vznikaly kolem dvora, začínaly tvořit novou obec. Za Karla IV. arcibiskup Arnošt z Pardubic uvádí k roku 1350 v děkanství Říčany farní obec (s kostelem) Adamovice a již v této době vznikla obec Velké Popovice. Obec Adamovice zanikla za husitských válek (na kopci Křížka u Sulic se dnes nachází památník na sněm husitů, který se konal roku 1419), ale původní dvůr se zachoval. Dva potoky tvořily ochranu bažin a znemožnily přístup. U dnešní Pivovarského rybníka vznikala vodní jímka, aby chránila dvůr ze severní strany. Cesta vedla po hrázi rybníka před dvůr vzhůru (dnes Pivovarská ulice, dříve Kostelní). První polnosti měl dvůr již za Václava II., vařilo se zde pivo. Zásoba piva byla zde pro zdejší vesnice. Rozkvět dvora byl za Ferdinanda I., v roce 1540 postavil nový majitel novou tvrz, kde byly sklepy, a také úniková chodba směrem k Dalešce.
Od počátku 17. století patřily Velké Popovice rodu Mošauerů. Dcera Jiřího Aleše Mošauera, Anna Marie, se roku 1634 provdala za rytíře Hynka Meceroda z Reichwaldu. Hynek Mecerod po smrti Anny Marie a její dcery statek zdědil, roku 1641 jej však prodal opatovi Strahovského kláštera Kryšpínu Fukovi. K Velkým Popovicím tehdy patřily vsi Lomnice, Brtnice, Todice, Vidovice a Petříkov, které jsou ve smlouvě označené jako "větším dílem pusté a ruinirované". Strahovským premonstrátům náležely Velké Popovice do roku 1672, kdy je prodali benediktinům ze Starého Města pražského.
Součástí dnešních Velkých Popovic jsou tzv. Todice, dříve samostatná obec. Je usazená pod Todickým vrchem, který měl nejlepší žulu typu syenit v Čechách – V Popovicích na starém hřbitově u kostela je mnoho náhrobků z tohoto kamene (nejlepší dílo je veliký, 2 metry vysoký kříž z roku 1880). Do Todic vedla cesta z Horní Lomnice, kde se dodnes zachoval křížek z roku 1847 u Pražské cesty. Cesta pokračovala podél lesa a pod Todickým vrchem se spojovala s cestou z Krámské, Křivé vsi a Pyšel.

### Období po třicetileté válce
Velké Popovice měly dvůr, který vlastnili premonstráti ze Strahova, proto vznikl název Popovice (Popové). Po třicetileté válce dvůr předali benediktinům ze Starého města pražského (dnes Pařížská ulice), ti zde roku 1700 postavili klášterní budovu, kde se nacházely obytné místnosti a ve dvou patrech sýpky na obilí. Stavbu vybudovali Italové, kteří též přestavěli štiřínskou tvrz na barokní zámek (dnes štiřínský zámek). Rovněž rozšířili místní kostel a průčelí upravili barokně.

### Rod Ringhofferů
Historie Velkých Popovic a okolí je spojena s rodem Ringhofferů, který se postaral především o kulturní rozvoj této oblasti. Nejdůležitější roli z tohoto rodu hrál František Ringhoffer, který se zasloužil o založení pivovaru Velké Popovice (rok založení 1874, čehož se František již nedožil, zemřel roku 1873), ale také zakoupil v Kamenici zámek, který nechal přestavět, dále zakoupil zámek Štiřín. Syn Františka se postaral o rekonstrukci zámku v Lojovicích, a také upravil panskou cestu, která vede z Lojovic do zámku Štiřín (kolem keltských valů).

### Druhá světová válka
Nejdůležitější a zároveň nejtragičtější události se v této obci nastaly až ke konci války, to znamená v květnu roku 1945. Už 4. května (pátek) místní četnická stanice přijala telefonickou zprávu o tom, že úředním jazykem je čeština, a že se mají odstranit německé nápisy. To vyvolalo radost v celé obci, lidé nadšeně sundavali nápisy, někteří vyvěšovali československé vlajky. Důsledkem toho, že v Praze se odehrávalo povstání, kterému se německá posádka tvrdě postavila, začala 5. května (sobota) pracovat i v této obci místní vojenská jednotka, která se snažila zpomalit postup německých jednotek tím, že porazila několik stromů přes silnici. Přibližně v 15:00 přijela směrem od Strančic skupina členů SS. Hlídku pronásledoval pan Čermák, který byl touto skupinou zastřelen. Hlídka také zastřelila pana Luxu Františka z Petříkova. Následující den proběhl klidně, bez zvláštních událostí.
Ovšem 7. května (pondělí) v 15:15 přijela ze Strančic do obce lokomotiva s jedním vagonem, která přivezla sedm partyzánů. Tři z nich zůstali v pivovaře, ostatní odešli do hospody. V 15:30 kolem pivovaru projela tři nákladní auta vyzbrojených příslušníků SS, na jedno z nich vystřelil z pivovarské brány strančický partyzán. Auta zastavily a Němci zahájili palbu na pivovar a okolní domy. Partyzána zastřelili, načež ostatní partyzáni opětovali palbu a vojáci pancéřovou pěstí zasáhli usedlost čp. 14, která začala hořet. Velitel německé jednotky poté dal rozkaz postřílet všechno obyvatelstvo a zapálit domy. Vojáci proto vyhnali všechny muže, ženy i děti k pivovarské hospodě, kde si museli lehnout na zem. Masakru ale zabránil pan Brožovský, místní četník, jemuž tlumočila jeho manželka Anna, rodilá Němka. Podařilo se jim uprosit velitele SS, aby z rozkazu vynechal ženy a děti. Dále přiměli velitele, aby se šel přesvědčit, že muž, který vystřelil, nebyl obyvatel Velkých Popovic, nýbrž Strančic. Poté velitel svůj rozkaz zrušil a „esesáci“ odjeli. Místní lidé odnesli 26 zastřelených lidí do kostela. Občané Strančic dostali varování, a tak většina lidí obec opustila.[zdroj?]

### Územněsprávní začlenění
Dějiny územněsprávního začleňování zahrnují období od roku 1850 do současnosti. V chronologickém přehledu je uvedena územně administrativní příslušnost obce v roce, kdy ke změně došlo:
- 1850 země česká, kraj Praha, politický i soudní okres Jílové[6]
- 1855 země česká, kraj Praha, soudní okres Jílové[6]
- 1868 země česká, politický okres Karlín, soudní okres Jílové[6]
- 1884 země česká, politický okres Královské Vinohrady, soudní okres Jílové[7]
- 1921 země česká, politický okres Královské Vinohrady sídlo Jílové, soudní okres Jílové[8]
- 1925 země česká, politický i soudní okres Jílové[9]
- 1939 země česká, Oberlandrat Praha, politický i soudní okres Říčany[10]
- 1942 země česká, Oberlandrat Praha, politický okres Praha-venkov-jih, soudní okres Jílové[11]
- 1945 země česká, správní i soudní okres Jílové[12]
- 1949 Pražský kraj, okres Říčany[13]
- 1960 Středočeský kraj, okres Praha-východ[14]

### Rok 1932
V obci Velké Popovice (přísl. Brtnice, 1505 obyvatel, poštovní úřad, telegrafní úřad, telefonní úřad, důchodkový kontrolní úřad, četnická stanice, katolický kostel, 2 sbory dobrovolných hasičů) byly v roce 1932 evidovány tyto živnosti a obchody: lékař, 4 autopravci, biograf Sokol, výroba cementového zboží, 2 cihelny, 3 obchody s cukrovinkami, drogerie, hodinář, 2 holiči, 7 hostinců, klempíř, knihkupectví, konsum Včela, 2 kováři, 8 krejčích, surové kůže, 2 lakýrníci, lihovar, malíř pokojů, obchod s máslem a vejci, 3 mlýny, modistka, 5 obuvníků, 2 pekaři, pivovar Ringhoffer, pohřební ústav, 3 porodní asistentky, 8 rolníků, 5 řezníků, 3 sadaři, sedlář, 9 obchodů se smíšeným zbožím, občanská záložna, spořitelní a záložní spolek, 2 stavitelé, 2 obchody se střižním zbožím, 2 švadleny, 3 trafiky, 9 truhlářů, velkostatek Ringhoffer, 2 zámečníci, 3 zedničtí mistři, zubní ateliér.
V obci Lojovice (přísl. Křivá Ves, 447 obyvatel, samostatná obec se později stala součástí Velkých Popovic) byly v roce 1932 evidovány tyto živnosti a obchody: 4 hostince, kovář, krejčí, mlýn, 8 rolníků, 2 řezníci, 2 obchody se smíšeným zbožím, 2 trafiky, truhlář, velkostatek Dřízal.

## Pamětihodnosti

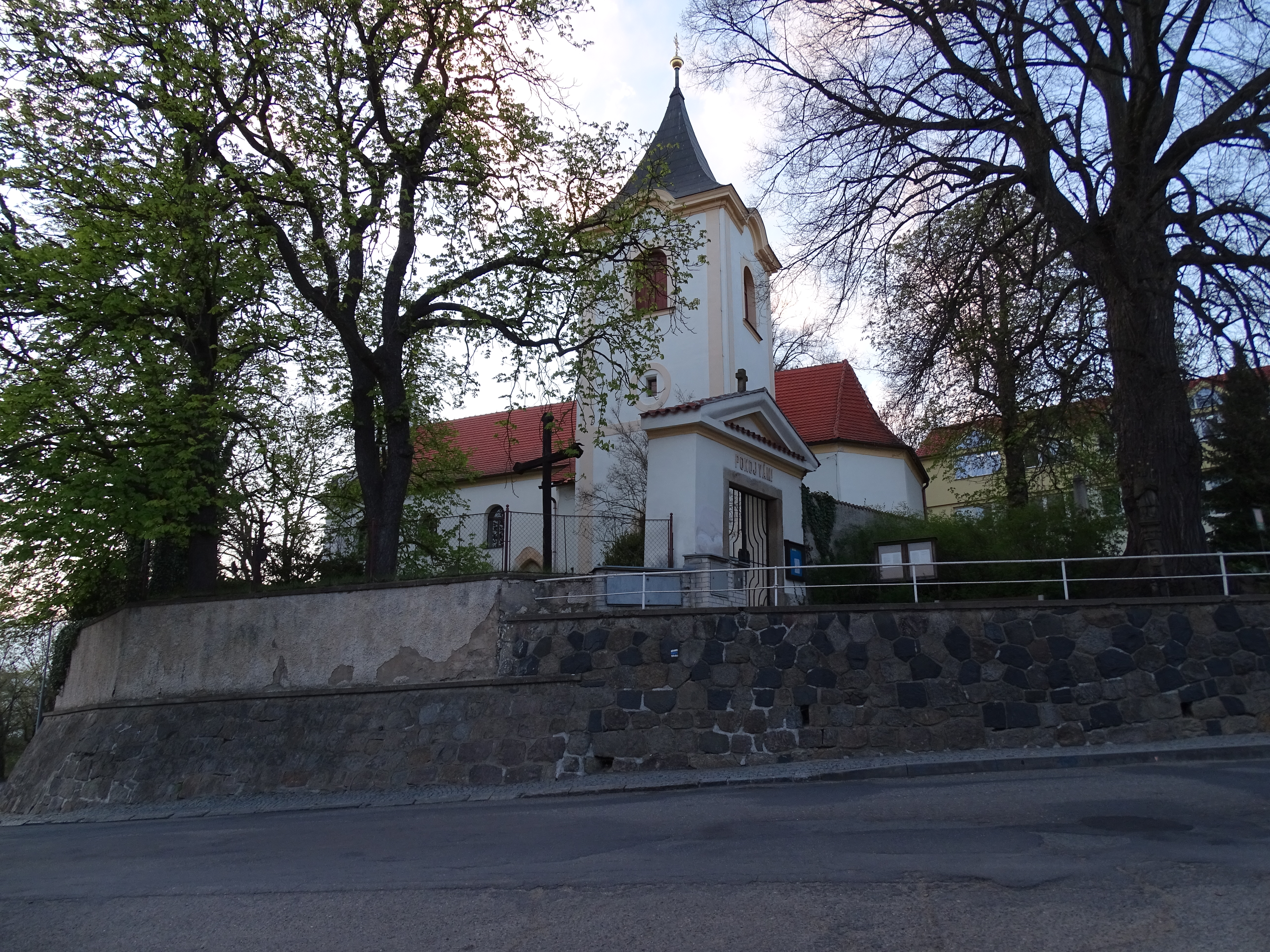
Kostel Panny Marie Sněžné

- Kostel Panny Marie Sněžné – Chráněn památkovým ústavem jako barokní stavba. Štít kostela byl navržen z dílny Kryštofa Dientzenhoffera. Kostel měl podzemní kryptu, kde pochovávali mnichy z kláštera. Dnes je tato krypta nepřístupná. Hlavní úpravy oltáře, varhan a kazatelny pochází z 19. století (v tomto století byly zhotoveny i místní lavice). Na klenbě nad oltářem jsou namalované pozlacené hvězdy.
- Velkopopovický pivovar vyrábějící pivo Velkopopovický Kozel

## Sokol Velké Popovice
Není přesně známo, kdy byla místní sokolovna založena. Pravidelně se zde koná loutkové divadlo, jeho rozvoj začal přibližně ve dvacátých letech 20. století. Kapacita hlediště je 100 dětí. Po každé hře si zájemci mohou prohlédnout zákulisí, ve kterém mohou vidět přes 100 loutek.

## Části obce
- Velké Popovice
- Brtnice
- Dub
- Dubiny
- Klenové
- Krámský
- Křivá Ves
- Lojovice
- Mokřany
- Řepčice

## Doprava
Obcí prochází s názvem Ringhofferova ulice silnice II/107 Říčany – Velké Popovice – Kamenice – Týnec nad Sázavou. Z ní ve Velkých Popovicích u východní strany pivovaru jako Masarykova ulice odbočuje silnice III/1018 na východ na Mirošovice (z ní u Vidovic odbočuje na sever silnice III/1016 přes Kunice do Strančic). U jižní strany pivovaru ze silnice 107 odbočuje na jih jako bezejmenná ulice silnice III/1019 přes Brtnici do Lojovic. Ve vzdálenosti 3 km severně po silnici 107 je exit 15 (Všechromy) na dálnici D1.
Do velkopopovického pivovaru vede železniční vlečka z železniční stanice Strančice. Nejbližší železniční stanicí jsou Strančice ve vzdálenosti 5 km ležící na trati 221 mezi Prahou a Benešovem.
Poštovní autobusová linka z Prahy do Velkých Popovic je doložena již v roce 1908. V roce 1932 jezdil na této lince jeden pár spojů v pracovní dny, ráno ze Strančic přes Velké Popovice do Vršovic a odpoledne zpět. K 1. lednu 1933 byly státní poštovní linky převedeny pod Československé státní dráhy, kolem roku 1950 autobusové linky přešly pod podniky ČSAD. V roce 1951 jezdila linka ČSAD číslo 01204 z Pankráce. Některé spoje zajížděly až do Kamenice.
Roku 1987 zajížděly do Velkých Popovic linky ČSAD KNV Praha-Vršovice:
- 10740 Praha, Pankrác, aut.nádr.metro - Jesenice - Sulice - Kamenice - Velké Popovice
- 11040 Praha, Chodov, Družby, metro - Šeberov - Průhonice - Čestlice - Dobřejovice - Petříkov - Velké Popovice
- 11060 Praha, Pankrác, aut.n. metro - Jesenice - Dobřejovice - Petříkov - Velké Popovice

Veřejnou dopravní obslužnost v obci v dnešní době zajišťují autobusové linky Pražské integrované dopravy. První autobusová linka PID do Velkých Popovic, linka 361 Velké Popovice, Lojovice – Strančice, Kašovice (ČSAD Praha-Vršovice) byla zavedena 31. května 1999, 22. ledna 2000 byla zavedena varianta trasy do Kamenice, 15. prosince 2002 byla linka přečíslována na 461, 9. prosince 2012 byly zavedeny vybrané spoje linky 461 do Řepčic.
Linka 363 Opatov – Čestlice – Velké Popovice, Todice (ČSAD Praha-Vršovice) byla zavedena 28. května 2000 a 28. ledna 2001 byla prodloužena do Mirošovic. 14. června 2009 bylo linkové vedení v oblasti výrazně zreorganizováno, přitom byla linka 363 zkrácena do Todic (a zároveň ji od Connexu Praha převzal Dopravní podnik hl. m. Prahy) a zavedena linka 463 Strančice, železniční stanice – Mirošovice.
- 363 Praha, Opatov - Velké Popovice, Todice (v roce 2011 v pracovních dnech 10 spojů, o víkendech 2 spoje denně, v roce 2015 v pracovních dnech denně 12 spojů z Prahy a 10 do Prahy, o víkendech 2 páry spojů denně) (dopravce Dopravní podnik hl. m. Prahy, a. s.)
- 461 Strančice (část spojů jen z/do Todic) - Velké Popovice (část spojů končí u pivovaru) - Lojovice / Řepčice / Kamenice (v roce 2011 v pracovních dnech 15 spojů, o víkendech 9 spojů denně, v roce 2015 v pracovní školní den 31 až 32 spojů každým směrem, o víkendech každým směrem 10 spojů v dvouhodinovém taktu) (dopravce Arriva Praha s. r. o.)
- 463 Strančice - Velké Popovice - Mirošovice (v roce 2011 v pracovních dnech 3 spoje, v roce 2015 tři páry spojů v pracovní den, z toho jen 1 pár v celé trase) (dopravce Arriva Praha s. r. o.) V roce 2019 byla linka zrušena.

Spoje linek 461 a 463 jezdí v různých variantních trasách a některé spoje na trase přejíždějí z linky na linku, čímž vytvářejí například přímé spojení z Mirošovic do Lojovic.
Přímo na území Velkých Popovic jsou zastávky:
- Petříkov, rozc. (na znamení, v Ringhofferově ulici u křižovatky k Petříkovu)
- Velké Popovice, pivovar (v Ringhofferově ulici u jižní strany pivovaru)
- Velké Popovice, škola (v Komenského ulici proti škole - před 8. hodinou ráno zde spoje všech linek 363 a 461 ve směru od pivovaru místo zastávky u pošty, dále zde staví všechny spoje linky 463 směrem na Mirošovice)
- Velké Popovice, pošta (v Masarykově ulici u pošty)
- Velké Popovice (v Masarykově ulici u obchodního centra)
- Velké Popovice, Todice (v otočce u Masarykovy ulice ve východní části vsi)

Další zastávky jsou v připojených vsích.

## Partnerská města
- Dompierre-les-Ormes, Francie

## Další fotografie

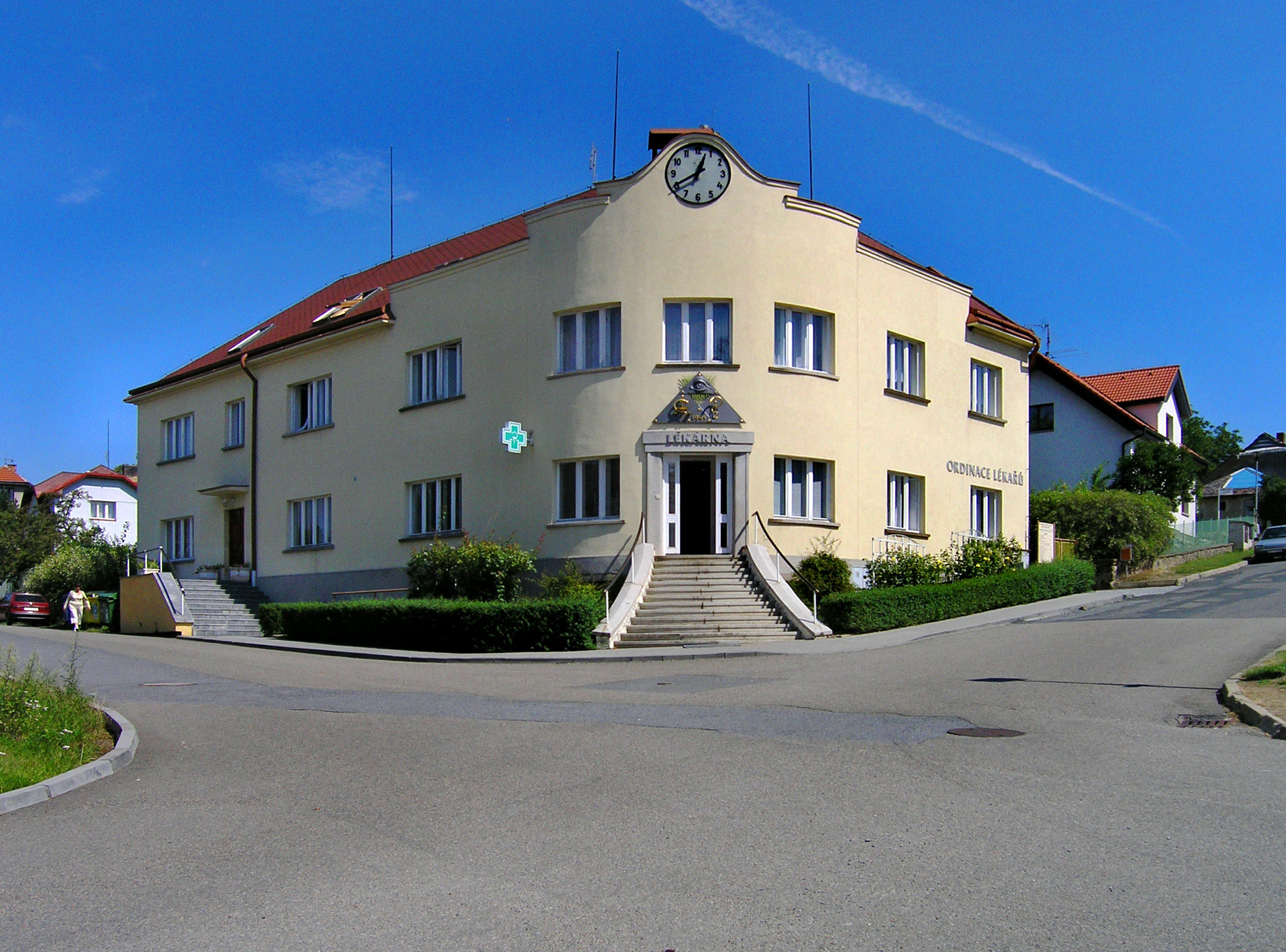
Lékařský dům
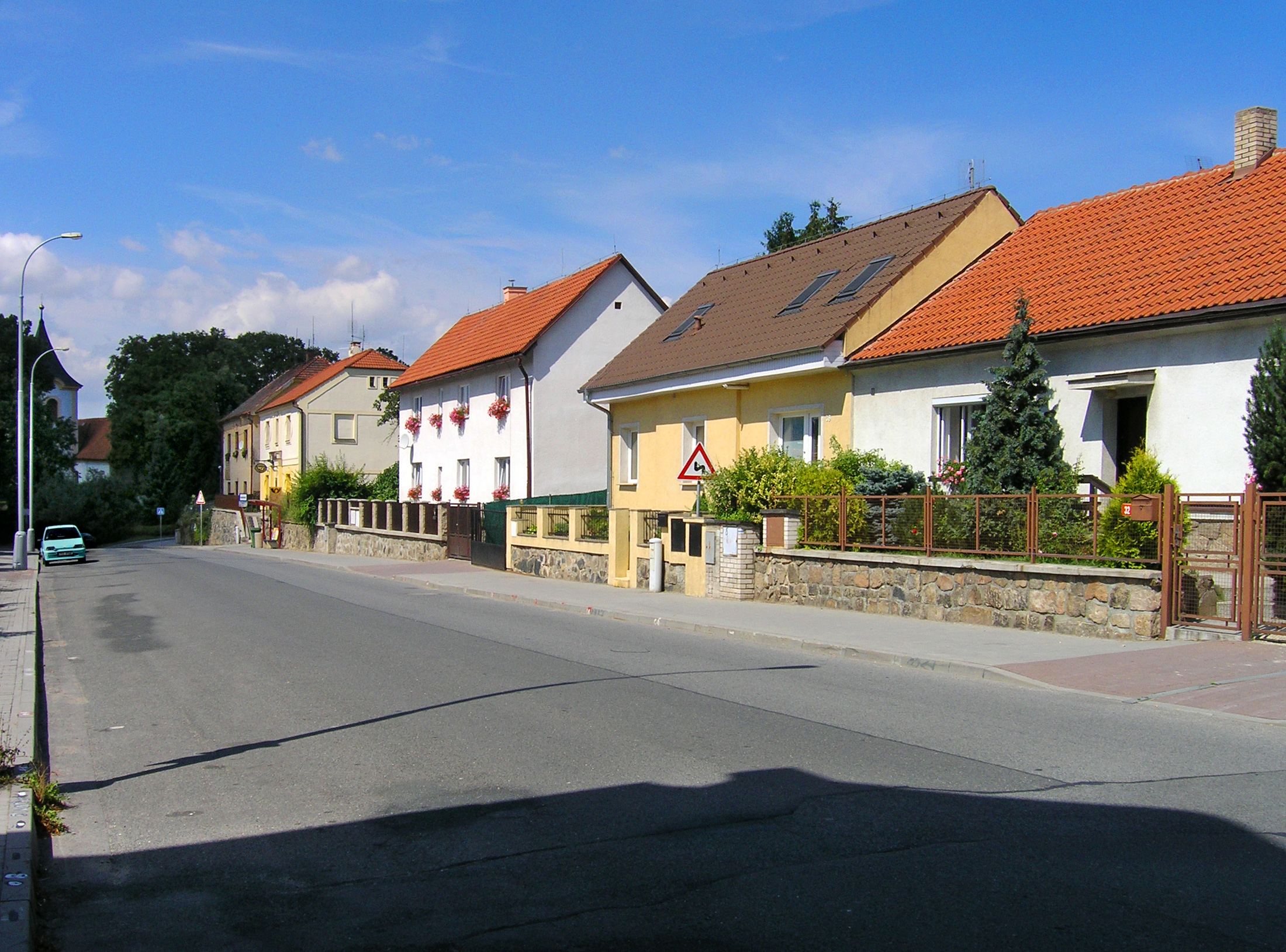
Masarykova ulice